# Claudiu David
Claudiu David (n. 7 decembrie 1978, Sinaia, România) este un pilot de raliuri din România.

## Campionatul Mondial de Raliuri (WRC)
Datorită rezultatelor și performanțelor excelente obținute în campionatul intern, Claudiu a fost selecționat să participe la trei etape din Campionatul Mondial de Raliuri 2007 (WRC), în cadrul categoriei P-WRC. Cu un an înainte, el a fost selectionat sa participe  în Raliul Australiei dar nu a putut participa din cauza conflictului celor două federații din România, fiindu-i refuzată licența internațională. Claudiu a participat astfel, în Mai 2007 si în premiera pentru România, la Raliul Argentinei și Japoniei ca și la Raliul Marii Britanii pe un Mitsubishi Evo IX de grupa N pregătit de Stohl Racing. Participarea s-a făcut în cadrul programului OMV Bixxol Rally Team de promovare a tinerelor talente din Europa de Est. În ciuda unei prestanțe remarcabile pe probele speciale, programul se încheie la sfârșitul anului 2007, când OMV anunță retragerea din sporturile auto și îl lăsa astfel pe Claudiu fără principalul său sponsor.

## Multiplu Campion în România
Născut și locuind în Sinaia, Claudiu David, s-a remarcat în Campionatul intern și European pe un VW Polo GTI (campion al clasei N 1,6 în 2004 și 2005 și câștigător al clasei N2 la Raliul de Campionat European Waltviertel, din Austria în 2004). El a luat startul pentru prima dată pe o mașină integrală în 2006 și a terminat pe locul doi al clasamentului general (vicecampion național absolut), la un singur punct de câștigătorul campionatului.   
Claudiu este capabil de performanțe deosebite și poate să facă față presiunii (așa cum a demonstrat și anul acesta în Raliul Clujului). Astfel, pe ultima probă specială a raliului el înscrie un timp cu zece secunde mai rapid decât urmăritorul său direct, după o evoluție la limită și fără greșeală. În ciuda vitezei și a fiabilității pe care a dovedit-o, el nu poate să termine sezonul, fiind nevoit să se retragă din lipsa sponsorilor și a suportului financiar. Totuși, victoria și cele două locuri doi din cinci raliuri disputate îl plasează pe locul 5 în Campionatul Național 2008 (campionat de 8 etape, în curs de desfășurare). 

## Câstigator în Campionatul Ungariei
Pe 1 august 2009, la prima participare într-o etapa de Campionat National al Ungariei, echipajul român obtine o rasunatoare victorie a grupei N în cea de-a 42a editie a Allianz Rallye, la Pecs (asfalt). Participând cu Mitsubishi Lancer Evo IX, preparata de echipa locala Topp Cars, Claudiu a dus o batalie apriga si pâna la final cu rivalul sau maghiar pe Subaru si a obtinut victoria cu o diferenta de 0,9 sec, dupa o evolutie impresionanta pe ultima proba speciala a raliului.    

## Obiective
Obiectivul principal al lui Claudiu David este să devină primul român Campion Mondial de Raliuri. Proiectul său pentru sezonul 2010 este de a participa în cadrul Campionatului Mondial la categoria P-WRC și de a se lupta pentru titlul de campion în 2011. Pentru aceasta, el urmează un curs intensiv de pregătire fizică, antrenându-se împreună cu atleți români cunoscuți. În paralel, el își pregătește în detaliu participarea la fiecare raliu și are o preocupare permanentă în a-și îmbunătăți sistemul de note. Copilotul lui este Mihaela Beldie, și cei doi concurează împreună din 2004. 

## Circuit
În 2007, Claudiu a impresionat publicul român, prezent numeros la prima etapa de FIA-GT organizată în România, pe străzile Bucureștiului, când a câștigat cupa Dodge. Cu această ocazie, Claudiu a pilotat un Dodge Viper Competition Coupe de 510 CP și a terminat pe locul 8 al categoriei GT3.

## Palmares:
- 2010- Campionatul de Raliuri al Statelor Unite ale Americii - Etapa 1: 23-24 ianuarie 2010: New York Winter Rally (zapada si gheata) - victorie la categoria doua roti motrice, locul 3 în clasamentul general - Mazda 3 Turbo

- 2009- 2 raliuri din Campionatul României de Raliuri (Timisoara - asfalt, Brașov - macadam); 1 Raliu în Campionatul National de Raliuri al Ungariei (Pecs - asfalt) victorie în grupa N (locul 4 în clasamentul general dupa trei masini WRC) - Mitsubishi Lancer Evo IX

- 2008- 5 raliuri din Campionatul României de Raliuri, 1 victorie (Cluj - asfalt), 2 podiumuri (locul 2 la Brașov - asfalt și Sibiu macadam) - Mitsubishi Lancer Evo IX

- 2007- 3 Raliuri din Campionatul Mondial de Raliuri (Argentina, Japonia și Marea Britanie); 1 Raliu din Campionatul European (Waltviertel, Austria) - Mitsubishi Lancer Evo IX; 1 cursă pe circuit în FIA-GT3, Bucharest Challenge (Dodge Viper GT3)

- 2006- Vice-campion Național de Raliuri al României, la 1 punct de primul loc, 2 victorii (Piatra Neamț, Brașov - macadam) – (Mitsubishi Lancer Evo VII), prima participare a lui Claudiu pe o mașină cu tracțiune integrală

- 2004-2005– Campion Național al Trofeului N 1.6 din cadrul Campionatului României de Raliuri (VW Polo); câștigător al clasei N2 la Waldviertel Rally, Austria în 2004, etapă a Campionatului European de Raliuri

- 2003 – locul 3 al grupei H din Campionatul României de Raliuri (Renault 5 GT Turbo), o victorie scratch pe o specială de zăpadă din Raliul Brașovului în fața multor mașini integrale și mult mai puternice, atrage toate privirile asupra lui, fiind considerat viitorul campion național

- 2001-2002 – Cu resurse foarte limitate, Claudiu ia startul în mai multe manșe ale Campionatului României de Raliuri, în cadrul grupei H și urcă de mai multe ori pe podium (Renault 5 GT Turbo et Opel Corsa GTI)

- 2000 - Vicecampion al categoriei debutanți din cadrul Campionatului României de Raliuri (Opel Corsa GTI)

- 1996-1997- Rallycross – (Opel Rekord)

## Distincții
- Cetățean de onoare al Sinăii (2007)[1]